# Amy Winehouse
Amy Jade Winehouse (Londres, 14 de septiembre de 1983-Londres, 23 de julio de 2011) fue una cantante, compositora y multiinstrumentista británica. Es conocida por su poderosa y profunda voz de contralto y su ecléctica mezcla de géneros musicales, que incluyen soul, jazz, R&B y ritmos caribeños como el ska. Proveniente de una familia con una fuerte tradición musical ligada al jazz, comenzó su carrera artística cuando aún era una adolescente, actuando en pequeños clubes del género en Londres.
Su debut en la escena musical británica se produjo en 2003 con el álbum Frank, que, aunque elogiado por la crítica musical, inicialmente no logró buenas ventas. Recién en 2006, con el lanzamiento de su segundo álbum de estudio, Back to Black, Winehouse ganó protagonismo como artista. El disco recibió elogios de la crítica e, impulsado por el éxito de «Rehab», la canción insignia de Winehouse, alcanzó ventas récord en territorios británicos y estadounidenses. El álbum fue el más vendido en el mundo en 2007, con seis millones de copias vendidas, y, al ganar cinco trofeos durante la 50.ª edición de los Premios Grammy, en 2008, consagró a la cantante como, hasta entonces, la artista británica más premiada en tan solo una edición del mencionado premio. La intérprete llevaba desde 2008 trabajando en su esperado tercer álbum de estudio; sin embargo, en 2009, sus ideas iniciales fueron rechazadas por la discográfica. Entre 2009 y 2010, reescribió las canciones y en septiembre de 2011 iba a grabarlas, pero falleció antes de completar el álbum.
Considerada la precursora de la Nueva Invasión Británica, los expertos señalan a Amy Winehouse como responsable de desencadenar la revolución vivida en la música soul en los años 2000. La cantante apareció durante dos años consecutivos, 2006 y 2007, en la «Lista de los más populares» de la revista NME, fue elegida «heroína suprema» de los británicos por Sky News en 2008, basándose en una encuesta realizada entre personas menores de 25 años, y ese mismo año fue incluida en la lista de «Personalidades más influyentes de la música» por The Evening Standard. En 2009, ocupó la primera posición entre las cantantes internacionales que más vendieron en Brasil el año anterior, según la revista Veja, con más de medio millón de álbumes vendidos, convirtiéndose en una de las plusmarquistas de ventas en el país. A pesar de su corta discografía, Winehouse ha vendido más de 40 millones de álbumes y sencillos en todo el mundo. El look característico de la artista, que consiste en un peinado alto en forma de colmena y un intenso delineador de ojos negro, la ha transformado en un icono de la moda reconocida por marcas de moda influyentes.
Sin embargo, a pesar de su exitosa carrera, después de haber vendido más de 40 millones de discos en todo el mundo, su vida profesional se vio profundamente sacudida por sus difíciles problemas personales, incluida la relación con su exmarido, el exasistente de vídeo Blake Fielder-Civil, combinada con su adicción al tabaco, alcohol, anfetaminas, cocaína, cannabis, éxtasis, LSD, heroína y el crack, donde algunas de estas sustancias le fueron introducidas a Amy por su exmarido, también drogadicto, y su lucha pública contra la depresión, ansiedad y anorexia alcohólica; se convirtieron en temas recurrentes en los tabloides mundiales, y culminaron con su retiro de la industria musical en 2008, para recibir tratamiento psicoterapéutico y psiquiátrico, comenzando a tomar antidepresivos y ansiolíticos. La cantante realizó una gira por Brasil como regreso a los escenarios, pero hizo un intento fallido de girar por Europa en 2011, año en el que fue encontrada muerta en su propia casa en Londres el 23 de julio a los 27 años, a causa de intoxicación etílica, después de un período de abstinencia. Tras la muerte de la cantante, Back to Black se convirtió en el álbum más vendido del siglo XXI en el Reino Unido. Posteriormente se publicó el recopilatorio Lioness: Hidden Treasures, que dividió a la crítica musical y registró buenas ventas. En 2012, la cantante entró en la lista «100 grandes mujeres de la música» de VH1, en el puesto 26. Las películas Amy y Back to Black retratan la carrera de Winehouse.

## Biografía y carrera artística

### 1983-2001: primeros años

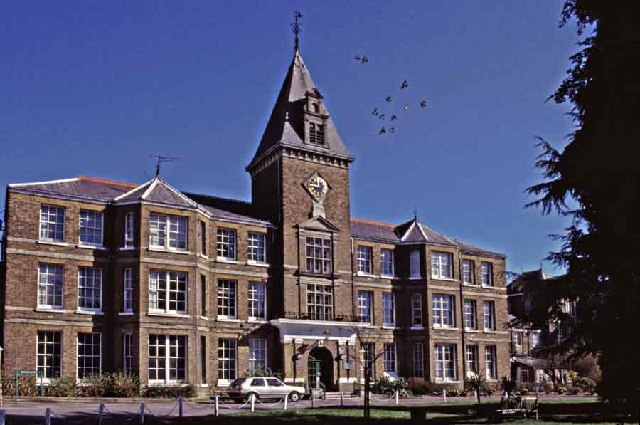
El Chase Farm Hospital, donde nació Winehouse

Amy Winehouse nació en el Chase Farm Hospital (Enfield), al norte de Londres, el 14 de septiembre de 1983. Su padre, Mitchell Winehouse, trabajó como instalador de paneles y más tarde se convirtió en taxista y cantante aficionado; su madre, Janis, era farmacéutica. De ascendencia judía, tenía un hermano mayor, Alex Winehouse, nacido en 1980. La niña comenzó sus estudios primarios a la edad de cinco años, en la Escuela Primaria Osidge, donde también estudiaba su hermano. Allí se inscribió en clases de ballet y conoció a quienes se convertirían en sus grandes amigas, Juliette Ashby y Lauren Gilbert. Los domingos estudiaba los principios fundamentales del judaísmo y, aunque no llegó a ser una persona fuertemente religiosa, se sentía parte de la comunidad judía. Janis la describió como una niña con una personalidad fuerte, bastante activa y curiosa, pero tímida. Desde los primeros años de Winehouse, la música fue parte de su vida diaria, especialmente el jazz, ya que muchos de sus tíos eran músicos profesionales de jazz, al igual que su abuela paterna, Cynthia, quien tenía una relación con el saxofonista y dueño de un club de jazz Ronnie Scott. Además, Mitch cantó para ella obras de veteranos del género como Frank Sinatra y Ella Fitzgerald, lo que acentuó su pasión por la música. Sus profesores incluso se quejaron de la niña, que no paraba de cantar ni siquiera durante la clase.
A pesar del aparente ambiente armonioso de su hogar, Winehouse pasó gran parte de su infancia y adolescencia presenciando la infidelidad matrimonial de su padre. En una entrevista con la BBC, Mitch reveló que en 1983 comenzó un romance con una compañera de trabajo llamada Jane, quien se convirtió en su esposa en 1996. La relación era conocida por la familia en general, incluso los niños, quienes se referían a Jane como «la esposa de papá en el trabajo». Aunque  solo se separó de Janis cuando Winehouse tenía nueve años, Mitch siempre estaba ausente. El divorcio se finalizó en 1992, y después de eso, Winehouse y su hermano permanecieron bajo la custodia de su madre y crecieron en Southgate. Durante este tiempo, su abuela materna a menudo cuidaba a los niños mientras Janis trabajaba. Sus padres creen que la separación la afectó emocionalmente y culminó en su rebelión posterior.
A la edad de nueve años, Cynthia animó a Winehouse a inscribirse en una escuela privada de artes escénicas para continuar su educación vocal. La niña fue luego inscrita en la Escuela de Teatro Susi Earnshaw, a la que asistió durante cuatro años. Sus habilidades artísticas se revelaron a la edad de diez años, cuando ella y Juliette fundaron una banda de rap amateur llamada Sweet 'n' Sour y, poco después, comenzó a tocar la guitarra de su hermano antes de adquirir una propia. En 1996, organizó su propia audición para la Escuela de Teatro Sylvia Young, donde interpretó una versión de «On the Sunny Side of the Street», una canción de 1930 interpretada por Harry Richman y Gertrude Lawrence en un musical de Broadway. Impresionados por las habilidades vocales de Winehouse, los evaluadores rápidamente le otorgaron una beca. En esta escuela conoció a Tyler James —quien más tarde la ayudaría a conseguir su primer contrato discográfico— y tomó clases de actuación, baile y canto, en las que obtuvo resultados positivos. Sin embargo, no estaba interesada en las clases académicas, a menudo mostraba mal comportamiento y, como resultado, fue expulsada después de un año por indisciplina. Luego se matriculó en la Brit Performing Arts and Technology School a la edad de catorce años, la misma edad en la que comenzó a consumir sustancias psicoactivas. A la edad de quince años compuso sus primeras canciones y comenzó a actuar en pequeños clubes de jazz en Londres. A esa misma edad, se volvió bulímica e incluso les reveló a sus padres que solía inducirse el vómito después de períodos de atracones, pero no estaban preocupados, ya que imaginaban que era una etapa pasajera.
Para ayudar económicamente a su familia, Winehouse trabajó como periodista para World Entertainment News Network, una agencia de noticias con sede en Londres fundada por Jonathan Ashby, el padre de Juliette, y comenzó a actuar con un pequeño grupo musical, Bolsha Band. La joven también trabajaba en un estudio de piercings y tatuajes y en una tienda de ropa. A pesar de haber sido expulsada de la Escuela de Teatro Sylvia Young en 1997, la directora de la escuela, Sylvia Young, contactó a Bill Ashton, el fundador, director musical y presidente vitalicio de una banda llamada National Youth Jazz Orchestra, en 1999 para organizar una audición vocacional para que Winehouse se uniera al grupo. Después de interpretar algunas canciones, fue admitida como vocalista y comenzó a actuar frecuentemente con la banda.

### 2002: trayectoria en la industria discográfica
Es interesante entender los pasos que dio Amy Winehouse para conectarse con la industria. Su primer contrato fue uno de agencia y management, es decir, fue su talento escénico lo que le permitió entrar por primera vez al mundo del espectáculo. Brillant! la llevó a firmar un contrato editorial con EMI, lo que la llevó a tener su segunda conexión con la industria como compositora. Los discos serían la última parte de esta ecuación, que revela que Amy, de hecho, era todo menos la típica cara bonita que primero es reclutada por la compañía discográfica y luego aprende a cantar, si tiene suerte.
Rui Miguel Abreu, de la revista Blitz, comentando la trayectoria de Winehouse en la industria musical.

Mientras todavía actuaba con la Orquesta Nacional de Jazz Juvenil, Tyler James animó a Winehouse a realizar una grabación de demostración y le pidió que la enviara a sus representantes musicales. James había asistido a una de sus actuaciones con el grupo e inmediatamente contactó con Nick Shymansky, un empleado de una agencia de relaciones públicas llamada Brilliant!, con la que acababa de firmar un contrato. Amy Winehouse le proporcionó un CD que había sido grabado con la ayuda de uno de sus profesores en la Escuela de Teatro Sylvia Young, y Tyler se lo dio a Shymansky, quien rápidamente contactó a la cantante para conocerla y asistir a uno de sus conciertos.
Después de verla actuar, Nick la presentó a su jefe en Brilliant!, Nick Godwyn, quien le firmó un contrato de representación. Sin embargo, Brilliant! cerraría sus operaciones poco después, pero parte de la compañía, que incluía a Winehouse, Godwyn y Shymansky, fue adquirida por 19 Entertainment, propiedad de Simon Fuller. La cantante firmó entonces un contrato de representación artística con Simon, quien le pagaba 250 libras a la semana —cantidad que sería deducida de sus futuras ganancias— para que pudiera centrarse en desarrollar sus habilidades musicales y no tener que trabajar a tiempo parcial. Con esto adquirió su primer apartamento, al que se mudó con Juliette Ashby.
Sin embargo, incluso después de hacer su contrato con Brilliant! Oficialmente, Winehouse continuó actuando en clubes de Londres, incluido el Cobden Club, donde fue elogiada por Annie Lennox. Además, continuó atrayendo el interés de otros representantes de la música, como Virgin Records y EMI Music. Como resultado, firmó un contrato de administración de derechos de autor con Guy Moot, representante de Artists and repertoire de EMI, quien la asignó para trabajar con los productores Salaam Remi y Gordon Williams, pero inicialmente decidió mantenerla en secreto de la industria discográfica. Darcus Beeze, jefe del departamento de artistas y repertorio de Universal Music en el Reino Unido, escuchó una de sus grabaciones cuando un representante de los Lewinson Brothers, un dúo de productores musicales, se acercó a mostrarle algunas de las canciones que estaban produciendo y, accidentalmente, tocó una de las canciones de Winehouse. Cuando Beeze preguntó quién cantaba, el manager dijo que no estaba autorizado a responder. Después de decidir que quería contratarla, Beeze tardó unos seis meses en encontrar a la cantante. En ese momento, Winehouse aún no había grabado ningún material, ya que todavía estaba en la etapa de desarrollo, y Beese organizó una audición en vivo en las oficinas de Universal frente a un panel de altos ejecutivos en 2002, en la que la cantante interpretó su versión de «There Is No Greater Love», una canción de 1936 originalmente interpretada por Woody Herman, acompañada solo por la guitarra. La joven firmó entonces un contrato de grabación con la editorial y una de sus filiales, Island Records, que fue responsable de sus lanzamientos en el Reino Unido.

### 2003-2005:Frank

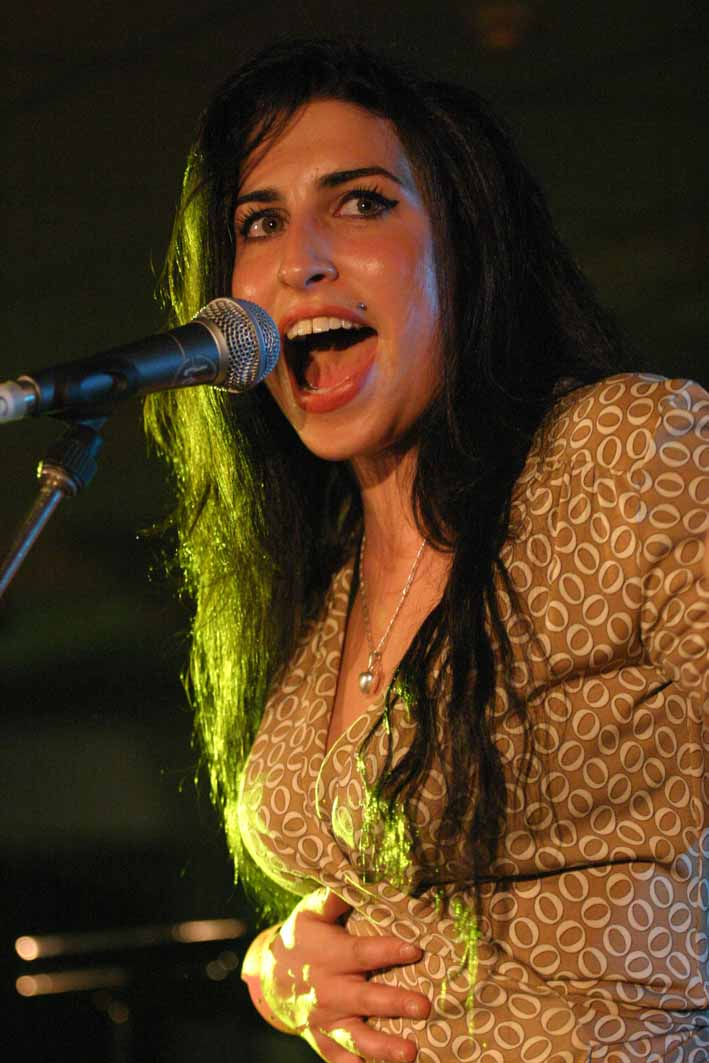
Winehouse actuando en vivo en 2004 en el Festival de Jazz del Mar del Norte (La Haya)

Amy Winehouse comenzó a escribir sesiones para su álbum debut poco después de unirse a EMI Music, y cuando firmó con Universal dos años después, había completado canciones como «Amy Amy Amy» y «October Song», además de desarrollar una relación de trabajo con Remi. Para asegurar la continuidad de este proceso creativo, Universal lo llamó para trabajar con la cantante. El material que compone el álbum fue grabado entre 2002 y 2003, en estudios de Miami y Nueva Jersey. La cantante reunió en el álbum diferentes estilos, desde el jazz y el hip hop, géneros que más escuchaba en el momento de su creación, hasta tonos de neo soul y reggae. Salaam Remi, Gordon Williams, Jimmy Hogarth y Matt Rowe participaron en la elaboración del material como productores y todas las composiciones originales fueron coescritas por la cantante. Remi, quien produjo la mayoría de las canciones y coescribió algunas otras, reveló que estaba impresionado por el talento de Winehouse como compositor: «En la primera sesión, terminamos “Cherry”; luego “I Heard Love is Blind”. Recuerdo haber pensado: “Si eres así a los 18, ¿dónde estarás a los 25?”».
Una vez completado el material, se inició su difusión. Elegido como el sencillo debut de Winehouse, «Stronger Than Me» fue lanzado el 6 de octubre de 2003, y poco después se produjo un video musical para promocionarlo en las cadenas de televisión. La canción recibió críticas positivas de los críticos musicales y debutó en el puesto número 71 en la UK Singles Chart. Poco después, el 20 de octubre, se lanzó su álbum debut, titulado Frank. La mayoría de las canciones incluidas en este álbum reflejan su relación con el reportero Chris Taylor, un chico que conoció mientras trabajaba en World Entertainment y siete años mayor que ella, mientras que otras relatan sus problemas familiares, como «What It Is About Men?». Los críticos musicales lo recibieron con críticas positivas, destacando la madurez de sus composiciones y la voz de la artista, comparándolas con las de Erykah Badu y Macy Gray, entre otras.
En términos comerciales, Frank logró inicialmente resultados modestos, aunque registró otro salto en las listas de música después del lanzamiento del segundo álbum de estudio de Amy Winehouse. Debutó en el número 60 en la UK Albums Chart y alcanzó su posición más alta, el número trece, en 2004. Para promocionar el material, Winehouse realizó una breve gira por el Reino Unido en 2003, que resultó en ventas de doscientas mil copias en la primera mitad de 2004 y la emisión de una certificación de «Disco de Oro» de la Industria Fonográfica Británica (BPI). Tres meses después del lanzamiento de «Stronger Than Me», se lanzó su segundo sencillo, «Take the Box», que alcanzó el puesto número 57 en las listas del Reino Unido. Entre 2003 y 2004, Amy Winehouse actuó en varios lugares y en programas de televisión, como Later..., presentado por Jools Holland, y en el Wembley Arena, para promocionar el material. Frank también produjo los sencillos «In My Bed»/«You Sent Me Flying» y «Pumps»/«Help Yourself», que alcanzaron, respectivamente, los puestos 60 y 65 en la lista de sencillos del Reino Unido.
Con Frank, Winehouse recibió sus primeras nominaciones a los premios BRIT en las categorías «Mejor Artista Femenina Británica» y «Mejor Artista de Música Urbana», y ganó su primer premio Ivor Novello en la categoría «Mejor Canción Contemporánea» por «Stronger Than Me». Frank fue incluido en el libro de referencia musical 1001 discos que hay que escuchar antes de morir en 2005, y recibió una nominación al Premio Mercury como «Álbum del año». Sin embargo, a pesar de ser bien recibido por la prensa musical, Winehouse reveló cierta insatisfacción con el álbum, ya que representantes de Island la obligaron a incluir dos canciones y realizar cambios en el material que no le gustaban. Además, como era parte de 19 Entertainment, la compañía detrás de artistas como las Spice Girls, pronto surgió la especulación de que estaba controlada por Simon Fuller, lo que le causó cierta incomodidad. Tras finalizar sus proyectos con el álbum, la cantante desapareció de la atención de la prensa.

### 2006-2008:Back to Blacky declive en su apogeo

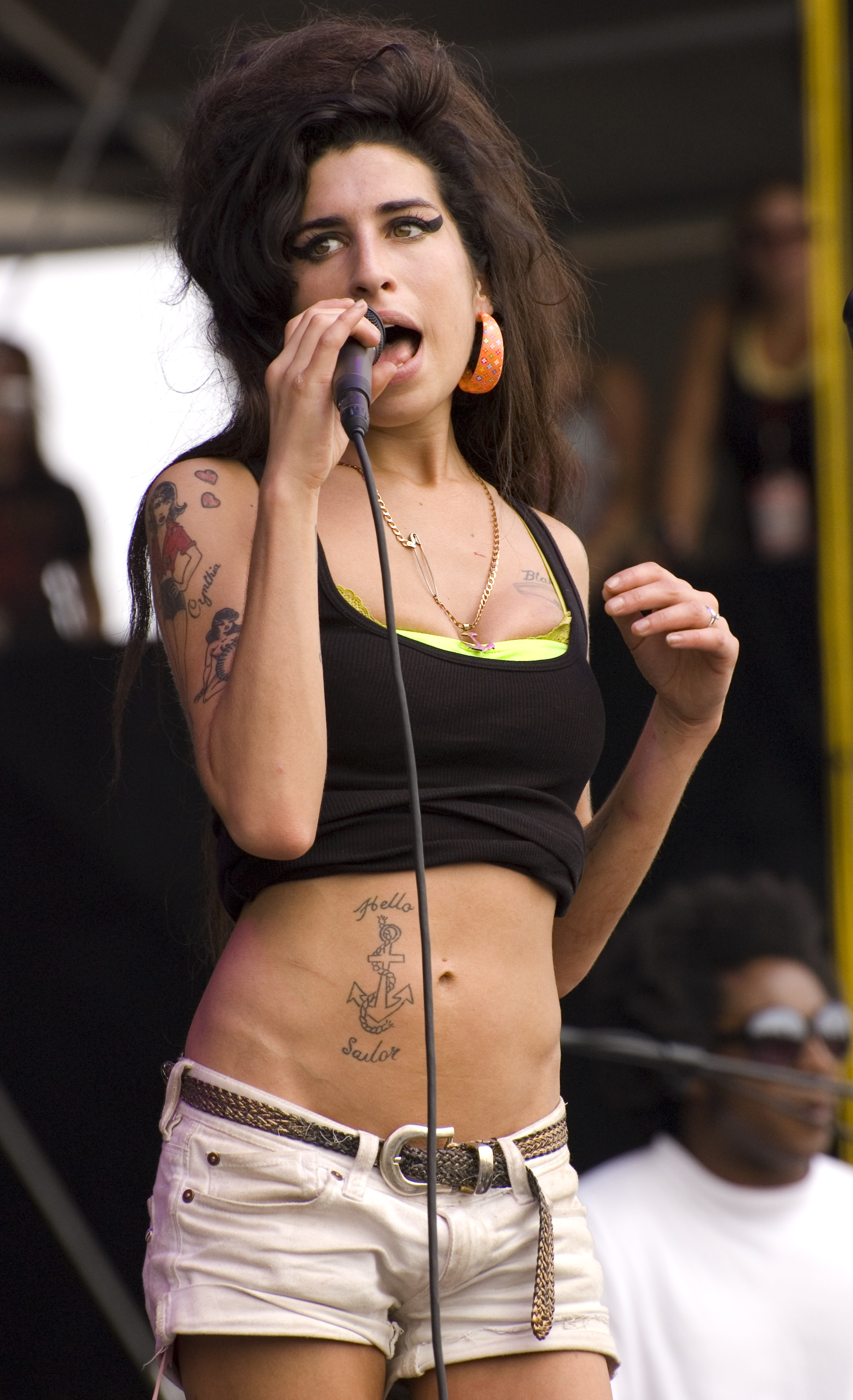
Winehouse en el Virgin Festival de Estados Unidos, en 2007

Los años que pasó alejada de la industria musical fueron extremadamente turbulentos para Amy Winehouse y completamente improductivos. Las exhaustivas giras promocionales de su álbum debut le reportaron a Island ganancias, pero la agotaron creativamente, resultando en un período de dieciocho meses de bloqueo creativo, como ella misma relató: «No tenía nada sobre lo que escribir. Quiero decir, nadie quiere escuchar un segundo álbum sobre la promoción del primero». En ese momento, Winehouse solía frecuentar pubs en Camden Town, donde se mudó en 2005, y, en uno de estos, conoció al entonces asistente de video Blake Fielder-Civil, con quien comenzó una relación romántica, que pronto llegaría a su fin. Blake estaba comprometido y prefería a su novia antes que a Winehouse. La ruptura terminó llevándola a momentos oscuros, que empeoraron en mayo de 2006 con la muerte de su abuela Cynthia, a quien la cantante estaba muy apegada, según miembros de la familia.
Estos acontecimientos en un corto período de tiempo la llevaron a refugiarse en un creciente y cada vez más evidente consumo de sustancias psicoactivas y bebidas alcohólicas, lo que, unido a sus trastornos alimentarios, entre ellos la bulimia nerviosa, provocaron su drástica pérdida de peso, que no pasó desapercibida para la prensa británica. A medida que el comportamiento autodestructivo de la cantante se intensificó, Nick Shymansky, su manager musical y amigo, y Nick Godwyn intentaron convencerla de que ingresara en rehabilitación. Aunque inicialmente aceptó ir a la Clínica Priory, Winehouse se negó a ser admitida. Ya insatisfecha con 19 Entertainment desde el lanzamiento de Frank, la presión constante de la empresa fue el detonante para que la cantante decidiera romper su contrato de representación y le propusiera a Nick acompañarla. Cuando Shymansky se negó, puso a su promotora del evento, Raye Cosbert, en su lugar.
En medio de esta confusión personal, Amy Winehouse comenzó a trabajar en su segundo álbum de estudio. La ruptura con Blake y los días pasados entregándose a las adicciones fueron la inspiración para las canciones de su nuevo álbum. Back to Black, como se tituló, fue escrito en solo cinco meses y expuso el lado más reflexivo de la cantante, dando como resultado un álbum más accesible al público y menos elitista que el jazz de su debut. Las canciones incluidas en este trabajo están fuertemente influenciadas por la música soul de los años 60 y el R&B contemporáneo, pero también por los ritmos caribeños presentes en su primer álbum, como el ska y el reggae. A diferencia de la experiencia en Frank, Winehouse expresó una enorme satisfacción con el material y gozó de mayor participación y control en su proceso creativo. Nuevamente, la cantante trabajó con Salaam Remi, pero la persona responsable de la mayor parte de la producción del álbum fue Mark Ronson, a quien la cantante atribuyó la motivación para escribir nuevo material.
El regreso de Amy Winehouse a los escenarios se produjo en el Bloomsbury Ballrooms el 12 de septiembre de 2006, donde la artista interpretó algunas de sus nuevas canciones, entre ellas «Rehab», el primer sencillo del álbum y responsable de su ascenso al estrellato. Lanzada el 23 de octubre, la canción recibió elogios de la crítica y se convirtió en su primer sencillo en llegar al top 10 de la UK Singles Chart, alcanzando el número siete. «Rehab» rápidamente ganó atención internacional y, en febrero de 2007, alcanzó la cima de las listas de música de Noruega. En el Reino Unido, Back to Black se lanzó el 30 de octubre y, al igual que la canción, fue elogiada por los críticos. El álbum debutó en el número tres en la lista de álbumes del Reino Unido, vendiendo 43 021 copias en sus primeros siete días de lanzamiento, pero alcanzaría el número uno en la UK Albums Chart repetidamente a lo largo de 2007. La cantante terminó ese año con una breve gira que visitó varios lugares de Inglaterra, Irlanda y Escocia. El desempeño positivo de sus sencillos y álbumes en las listas de ventas británicas, las actuaciones entonces exitosas y la aclamación que había recibido de la prensa hicieron que The Guardian declarara: «2006, el año de Amy».

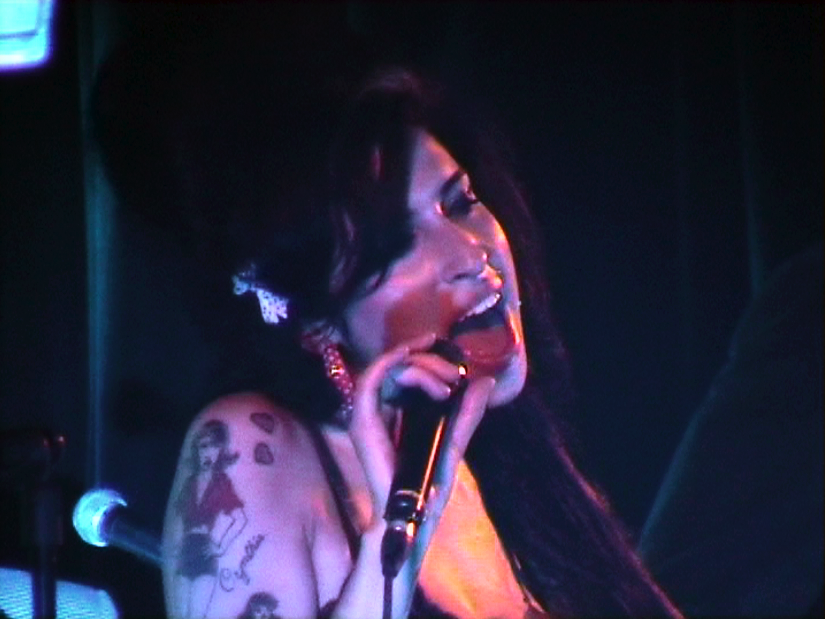
Winehouse en un concierto de Berlín (Alemania)

Sin embargo, a medida que ganaba reconocimiento crítico y público, Amy Winehouse mostró signos de su futura caída personal. Además de estar extremadamente delgada, la cantante hizo apariciones borracha en los medios, como en The Charlotte Church Show en octubre de 2006, o en Never Mind the Buzzcocks. Aún fue nombrada «Mujer de 2006» por la revista Mojo y apareció por primera vez en la «Lista de los más populares» de NME ese año. A principios de 2007, se lanzó el segundo sencillo del álbum, «You Know I'm No Good», que alcanzó el número 18 en la UK Singles Chart, pero una vez más la cantante estuvo en los tabloides locales con otra actuación fallida. En aquella ocasión, Winehouse abandonó el escenario sin siquiera terminar la primera canción y nunca regresaría. Aunque sus representantes revelaron que el motivo fue una intoxicación alimentaria, lo que se reportó fue más bien un episodio de ebriedad. Sin embargo, el 14 de febrero la cantante recibió un reconocimiento por su trabajo. En los premios BRIT de 2007, ganó el trofeo a «Mejor Artista Femenina Británica» y fue nominada a «Mejor Álbum Británico». Un columnista del periódico británico The Daily Telegraph resumió estos altibajos de la siguiente manera: «¿Una alcohólica malhablada o nuestra cantautora más talentosa? ¡Bueno, ambos, en realidad!». Durante la ceremonia, la cantante interpretó «Rehab», lo que resultó en que Back to Black volviera a la cima de las listas musicales del país. A finales de año, el álbum había vendido dos millones de copias en el Reino Unido y se convirtió en el álbum más vendido de 2007. Con un total de 2,3 millones de álbumes vendidos, Amy Winehouse fue la artista británica con mayores ventas en el país ese año.
Para ese entonces, Back to Black había comenzado a generar interés comercial en América y el sello discográfico Universal promocionó el primer concierto de Amy Winehouse en los Estados Unidos. Su debut en el escenario estadounidense tuvo lugar en Joe's Pub en Nueva York, donde realizó dos espectáculos aclamados con entradas agotadas, que incluyeron a Dr. John, Jay-Z y Mos Def entre el público. Al principio, Winehouse se recibió calurosamente en Estados Unidos y gozó de un enorme prestigio entre los expertos. Un reportero de The Washington Post, por ejemplo, escribió: «Amy Winehouse es una de las recién llegadas más emocionantes a la escena R&B postmilenio». La cantante recibió elogios de artistas estadounidenses como Prince y Snoop Dogg, y apareció en la lista de «10 artistas que vale la pena conocer» de Rolling Stone. Su primera aparición en un programa de televisión nacional fue en el Late Show de David Letterman el 12 de marzo, donde interpretó «Rehab». Cuando se lanzó en los Estados Unidos el 13 de ese mes, Back to Black vendió más de 51 000 copias en su primera semana, lo que resultó en su debut en el número siete en el Billboard 200. En consecuencia, se estableció como el lanzamiento de mayor éxito de un artista británico desde el álbum debut homónimo de la banda, Dirty Vegas, en 2002. Winehouse fue rápidamente establecida como una de las artistas británicas más exitosas en los Estados Unidos, apareciendo en las portadas de revistas como Rolling Stone y Spin y vendiendo más de tres millones de copias de Back to Black.

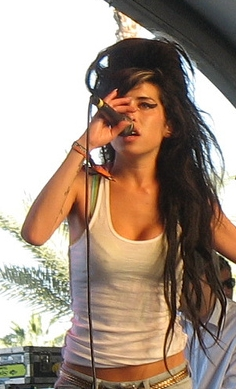
Winehouse actuando en vivo en California

En el escenario internacional el éxito se repitió. Back to Black registró altas ventas y encabezó las listas musicales en varios países. A nivel mundial, el álbum fue el más vendido de 2007, con seis millones de copias vendidas. A medida que el éxito de Winehouse crecía, se hizo cada vez más esencial emprender una gira europea-americana, pero enviarla al escenario en ese momento era demasiado arriesgado, ya que, simultáneamente con el ascenso meteórico de la cantante, los signos de su declive personal se estaban volviendo más pronunciados. No  solo su pérdida de peso se había mantenido estable, sino que su adicción a las drogas también había empeorado. Como resultado, la cantante aparecía constantemente borracha en los conciertos y se internaba repetidamente en centros de rehabilitación, y su compañía discográfica no tuvo más remedio que cancelar varias actuaciones, tanto en el Reino Unido como en Estados Unidos, incluyendo dos en el prestigioso programa de televisión estadounidense Saturday Night Live y una en los MTV Video Music Awards de 2007.
Para empeorar las cosas, también estaba la problemática relación entre Winehouse y Fielder-Civil, quienes, después de volver a estar juntos y casarse oficialmente el 18 de mayo en una ceremonia celebrada en Miami, se convirtieron en un tema recurrente en los tabloides debido a sus desacuerdos públicos. Blake fue responsable de introducir a la cantante a sustancias ilícitas que eran más dañinas para su cuerpo, y el abuso de la pareja culminó con la hospitalización de Winehouse en agosto debido a una sobredosis y su arresto por posesión de cannabis en Noruega en octubre. Pronto, todos los escándalos en los que se vio envuelta la cantante la llevaron a recibir apodos despectivos por parte de la prensa y comenzaron a empañar su imagen pública. Durante la ceremonia de los Premios Mercury de 2007, por ejemplo, Back to Black fue el principal contendiente para el trofeo de «Álbum del año», pero fue derrotado por Myths of the Near Future del grupo Klaxons. En ese momento, el periodista Jude Rogers se lamentó: «De alguna manera, la versión sensacionalista de Winehouse pudo más que ella».
La cantante continuó sus esfuerzos musicales al asociarse con Mark Ronson para lanzar el sencillo «Valerie», una canción lanzada originalmente por The Zutons en 2006 y grabada por ella para el álbum del productor Version, que alcanzó el número dos en la UK Singles Chart, y al contribuir con su voz a la canción «B Boy Baby» para el álbum debut como solista de Mutya Buena, Real Girl. En 2007, Winehouse promocionó el material con los sencillos «Tears Dry on Their Own», «Love Is a Losing Game» y la canción homónima, que alcanzaron, respectivamente, los números 16, 46 y 25 en la UK Singles Chart, y con el lanzamiento simultáneo, en noviembre, de Back to Black: Deluxe Edition, una reedición que incluye el álbum de estudio original, ocho temas nuevos —en su mayoría versiones de reggae y ska— y grabaciones de demostración, y I Told You I Was Trouble: Live in London, su primer álbum de video. El 20 de ese mismo mes, su álbum debut, Frank, fue lanzado en Estados Unidos, donde recibió críticas positivas y debutó en el puesto número 61 del Billboard 200, con 22 400 copias vendidas.
| Tiene sólo 24 años y ya ha recibido seis nominaciones a los Grammy, lo que la empuja de cabeza al éxito y a la desesperación, con su marido en prisión, unos padres exhibicionistas y de dudoso criterio y los paparazzi grabando todo su sufrimiento físico y emocional. Al mismo tiempo, el diseñador de moda Karl Lagerfeld aprovechó su estilo desaliñado y sus problemas alimenticios para promocionarla ante la élite, llamándola «La nueva Bardot». —Karen Heller, reportera de The Philadelphia Inquirer, al comentar sobre la agitación personal de Amy Winehouse y su éxito simultáneo, diciembre de 2007. |

El éxito de la cantante y su caída personal convergieron nuevamente cuando se anunciaron las nominaciones a los Premios Grammy de 2008. Amy Winehouse fue nominada en seis categorías, pero en ese momento se encontraba en una clínica de rehabilitación.  Aunque abandonó el tratamiento para asistir a la ceremonia, la artista no obtuvo autorización de la Embajada de Estados Unidos. Bernie Wolfsdorf, vicepresidente de la Asociación Estadounidense de Abogados de Inmigración, reveló que la entonces reciente relación de Winehouse con sustancias psicoactivas hizo que las autoridades se mostraran reacias a concederle la admisión. Cuando las autoridades estadounidenses permitieron su entrada al país, no lo hicieron a tiempo y Amy Winehouse no pudo asistir a la ceremonia. En lugar de ello, asistió a la ceremonia de premios a través de una transmisión vía satélite desde Riverside Studios en Londres.
La 50.ª edición de los Premios Grammy tuvo lugar el 10 de febrero de 2008, en el Staples Center de Los Ángeles, y consagró a la cantante como la artista más premiada de la ceremonia. Con cinco trofeos —«Canción del año», «Disco del año», «Mejor álbum vocal pop», «Mejor artista nuevo» y «Mejor interpretación vocal pop femenina»—, Winehouse se convirtió en la artista británica más premiada con un Grammy en una sola edición y, en consecuencia, entró en el Guinness World Records, en 2009. También se convirtió en el primer artista no estadounidense en triunfar en la categoría de «Mejor Artista Nuevo» desde 1986. Desde Londres, interpretó dos canciones, «Rehab» y «You Know I'm No Good», y su actuación fue considerada uno de los momentos más importantes de la escena musical británica en 2008. Además, despertó el interés del público estadounidense por sus materiales. Una semana después de la ceremonia, Back to Black vio un aumento del 370 % en las ventas y subió del puesto 24 al segundo en el Billboard 200.
El 20 de febrero, la cantante asistió a los premios BRIT 2008, donde fue nominada al trofeo «Mejor sencillo británico» por su colaboración con Mark Ronson, «Valerie». Aunque perdieron ante «Shine» (2007) de Take That, los artistas la interpretaron en la ceremonia y, horas más tarde, Amy Winehouse regresó al escenario para interpretar «Love Is a Losing Game». La revista británica Time Out describió la ocasión como «la noche inolvidable de Amy Winehouse», afirmando: «Puede que no haya recibido ningún premio, pero fue recompensada con el aplauso más cálido de la noche. Ganar, al parecer, no lo es todo». En mayo, se convirtió en el primer cantante en tener dos canciones nominadas para la categoría principal de los Premios Ivor Novello en una sola edición. Las composiciones en cuestión eran «Love Is a Losing Game» y «You Know I'm No Good» y competían por el trofeo a «Mejor letra y música», que terminó siendo otorgado a la primera. Ese mismo mes, Winehouse fue nombrada por el periódico británico The Sunday Times como el décimo músico británico con mayor éxito financiero menor de treinta años, debido a una fortuna estimada en US$20 millones adquirida durante el año anterior.

### 2009-2011: últimos años
A pesar de todo el reconocimiento que había alcanzado a lo largo de 2007 y principios de 2008 como una de las artistas más aclamadas de los últimos años, los meses siguientes serían difíciles para Winehouse. Su ascenso internacional coincidió con un período turbulento en su vida personal, extremadamente expuesto por los tabloides, y la convirtió en uno de los blancos preferidos de la prensa y los paparazzi. Como resultado, la cantante obtuvo una orden judicial que les impedía perseguirla, fotografiarla en su domicilio, en casas de familiares o amigos o acercarse a menos de cien metros de su residencia. También fue en 2008 cuando se lanzó el último sencillo de Back to Black, «Just Friends», que fue un fracaso de ventas. El disco se encontró en una situación diferente: durante trece semanas, fue el álbum con mayor número de copias en todo el continente europeo, donde había vendido más de tres millones de copias solo en 2007. En todo el mundo se habían vendido 2,2 millones de unidades hasta abril de 2008, lo que hizo que superara las ocho millones distribuidas en todo el mundo. A fines de año, se habían comprado más de 5,1 millones de copias, lo que lo convirtió en el segundo disco más vendido del año. El desempeño comercial de Back to Black evitó que Universal se viera afectado por la caída del 3 % en las ventas de álbumes ese año.

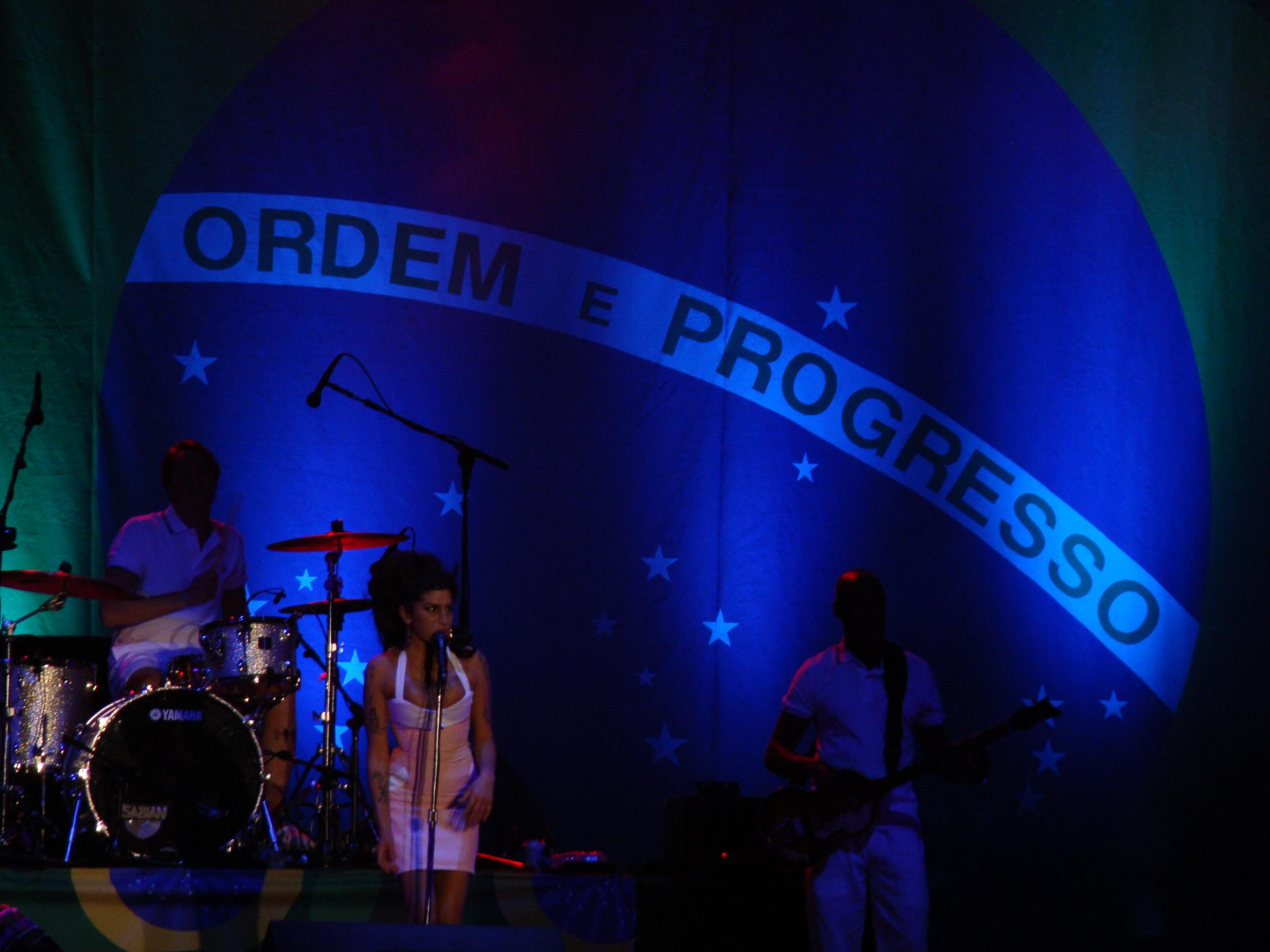
Winehouse presentándose en Florianópolis (Brasil) el 8 de enero de 2011, seis meses antes de su muerte

Sin embargo, mientras Back to Black registraba fuertes ventas, Winehouse se hundía cada vez más en su abismo personal. El arresto de Blake Fielder-Civil en noviembre de 2007 por cargos de agresión al dueño de un bar del East End le afectó mucho emocionalmente, obligándola a cancelar varias apariciones y empeorando su abuso de sustancias. Universal, sin embargo, ignoró estos hechos y continuó programando espectáculos para la artista, muchos de los cuales tuvieron resultados desastrosos, como en Rock in Rio Lisboa, en Portugal —donde, incluso en tal estado, fue recibida calurosamente por el público—, lo que provocó que fuera desvalorizada por la prensa. Respecto del concierto antes mencionado, por ejemplo, el diario Público comentó: «[Amy Winehouse] apareció [como] una criatura tambaleante, que no podía cantar, tocar la guitarra ni hacerse entender. Disfuncional en su vestido, que se subía como en un tic tímido, su mano estaba envuelta en vendas, su cuello tenía moretones, su peinado y delineador habituales acentuaban una mirada perdida en el infinito (...) De su gran voz —esa cualidad que hace que todo lo demás sea permisible—  solo se podía escuchar un susurro (...) Era triste verla así». A pesar de esto, Winehouse gozó de una inmensa popularidad. Para el V Festival y Bestival, por ejemplo, la cantante atrajo el mayor número de espectadores jamás registrado por los organizadores de ambos eventos. En consecuencia, recibió millones de dólares por sus espectáculos. En febrero, la cantante recaudó alrededor de un millón de dólares para actuar en la ceremonia de clausura de un desfile de moda de Louis Vuitton en París. Además, la contrató Daria Zhukova, prometida del magnate ruso Roman Abramovich, para actuar en la inauguración de una galería de arte en Moscú, y recibió un salario de US$1,9 millones, y le ofrecieron otros dos millones para programar una actuación privada a Abdul Azim, uno de los sucesores al trono de Brunei.
Sin embargo, la salud de Amy en ese momento era muy mala. Debido a su abuso de sustancias psicoactivas y nicotina, la cantante se le diagnosticó con una etapa temprana de enfisema pulmonar y fue advertida por especialistas: «Si vuelves a consumir drogas, no solo arruinarás tu voz sino que también perderás tu vida». Como resultado, la artista terminó la programación de nuevos espectáculos para su gira y viajó a Santa Lucía, en el Caribe, donde comenzó un tratamiento para la adicción a las drogas. Allí permaneció unos ocho meses y comenzó las sesiones de composición para su tercer álbum de estudio, pero el material fue rechazado por su compañía discográfica, ya que estaba demasiado influenciado por los ritmos locales, especialmente el reggae. Durante su estancia allí, la cantante reveló su interés en trabajar con el cantante Damon Albarn y su grupo virtual Gorillaz en un álbum, lo que disgustó a Universal, ya que Winehouse no había producido ningún material que cumpliera con sus expectativas. La cantante regresó a Londres recién en 2009, año en el que lanzó su propio sello discográfico, Lioness Records, cuyo primer artista en recibir un contrato de representación fue Dionne Bromfield, la ahijada musical de la cantante. Ese mismo año, regresó varias veces a los estudios para grabar nuevo material, pero las sesiones fueron poco o nada productivas y el lanzamiento de su tercer álbum se pospuso varias veces.
Después de un largo período alejada de los focos, Amy Winehouse regresó a los tabloides en agosto de 2009 debido a su divorcio de Blake, que se hizo oficial el 16 de julio, tras las acusaciones de adulterio en enero. También en agosto, la cantante actuó en el V Festival con el grupo The Specials. Sin embargo, sus apariciones en los siguientes meses serían esporádicas. En octubre, apareció en Strictly Come Dancing de BBC One, donde actuó como corista durante el debut televisivo de Dionne, interpretando «Mama Said» (1961), una canción originalmente grabada por las Shirelles; ese mismo mes, Amy mostró cambios físicos, como sus implantes de silicona y su aumento de peso. También asistió a la ceremonia de los Q Awards en Londres, donde debía anunciar al ganador del trofeo «Inspiración», pero no pudo hacerlo porque llegó tarde; en 2010, Amy comenzó una relación con Reg Traviss, un director de cine británico, con quien planeaba casarse al año siguiente. Más tarde ese año, interpretó el sencillo «Valerie» con Mark Ronson en el 100 Club de Londres.
Ese mismo año, regresó al estudio para volver a grabar la canción de Lesley Gore de 1963 «It's My Party», una colaboración para el álbum Q: Soul Bossa Nostra del productor musical Quincy Jones, y el 16 de diciembre, fue invitada nuevamente a actuar en privado en la fiesta de un magnate ruso en Moscú, en un recital de cuarenta minutos pagado con un millón de libras esterlinas. Además, anunció su esperado regreso a los escenarios para 2011. Los primeros cinco conciertos se realizaron en Brasil, a principios de 2011, en las ciudades de Recife, San Pablo, Florianópolis y Río de Janeiro, donde sus actuaciones fueron, en general, exitosas a pesar de no alcanzar su apogeo. Sin embargo, en un concierto celebrado en Dubai, la prensa informó que Winehouse había subido al escenario ebria, pero esto fue desmentido y que, de hecho, Amy estaba teniendo problemas técnicos con su micrófono, donde no pudo escuchar su propia voz durante la actuación. El 23 de marzo, se asoció con el cantante de jazz Tony Bennett para volver a grabar la canción «Body & Soul», incluida en su álbum Duets II (2011).
El 25 de mayo, Amy Winehouse reanudó su tratamiento por su alcoholismo en la Clínica Priory de Londres después de beber una pequeña botella de vodka en una licorería, pero su padre la dio de alta del hospital para realizar el primer espectáculo de una gira europea de doce fechas, que representaría su regreso a la industria musical. El concierto, celebrado en Belgrado, fue, sin embargo, desastroso, ya que los medios serbios la calificaron en el mismo estado que la actuación en los Emiratos Árabes Unidos. Los asistentes al concierto afirmaron que la cantante estaba borracha y tenía dificultades para interpretar las canciones. Después de ser abucheada, intentó abandonar el lugar, pero sus guardaespaldas no se lo permitieron y la obligaron a continuar la actuación. Posteriormente, Winehouse canceló sus siguientes actuaciones en Estambul el 20 de julio, Atenas el 22 de julio, Bilbao el 8 de julio y luego canceló toda la gira poco después para volver al tratamiento. Su última aparición pública fue tres días antes de su muerte, cuando apareció en el escenario durante un concierto de Dionne Bromfield en el Roundhouse de Londres.

## Fallecimiento

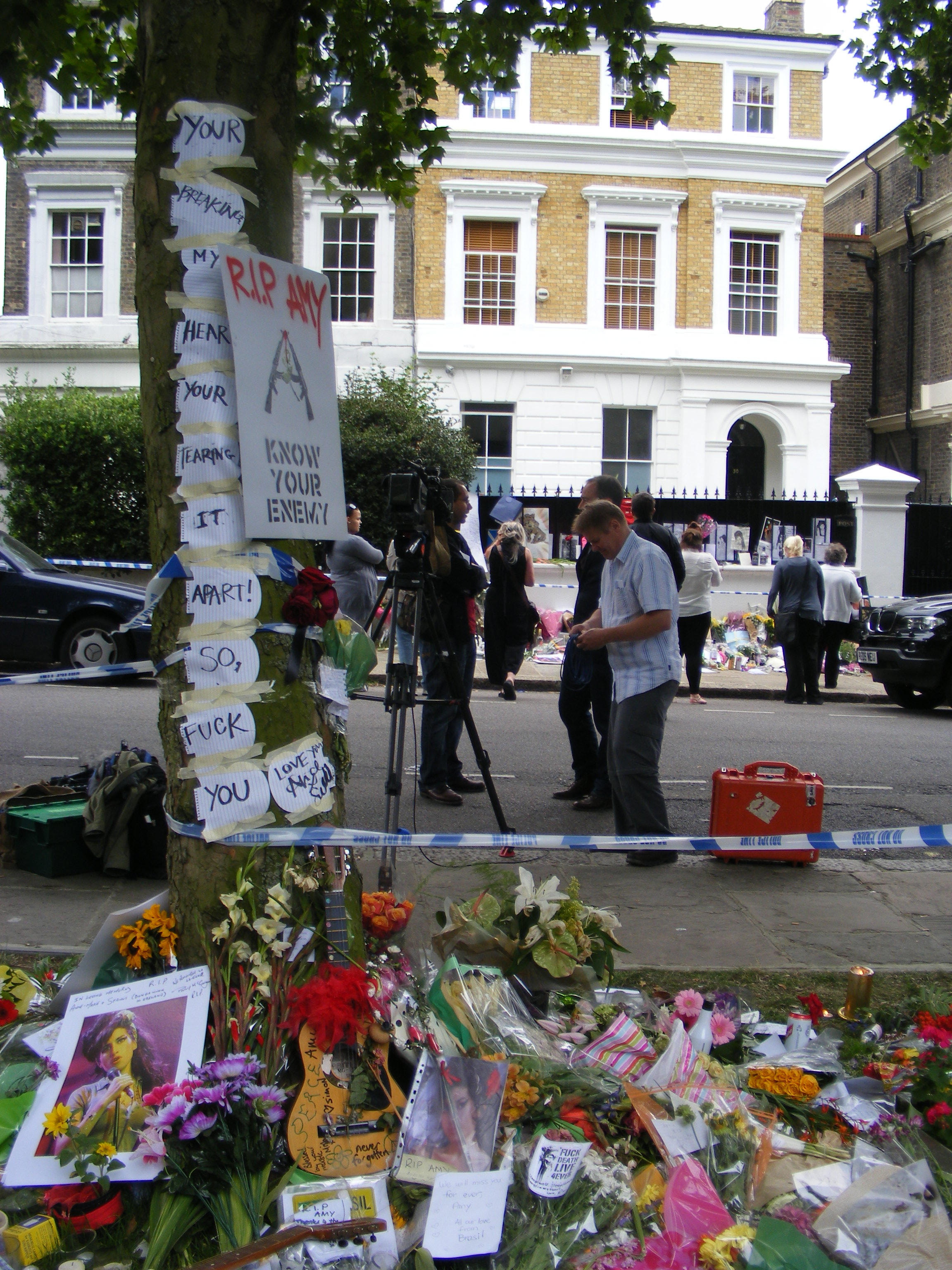
Equipos de filmación, fotógrafos y homenajes rendidos por admiradores de la cantante afuera de su casa en Camden Town

El 23 de julio de 2011 a las 15:54  —hora de verano británica, UTC+1—, se llamaron dos ambulancias al número 30 de Camden Square, en el distrito de Camden Town de Londres, tras una llamada a la policía británica por una mujer que se había desplomado. Poco después, las autoridades metropolitanas confirmaron a la prensa la muerte de Amy Winehouse. Andrew Morris, el guardia de seguridad que la encontró, informó a las autoridades que desde que regresó a la residencia tres días antes del incidente, la joven había consumido bebidas alcohólicas moderadamente luego de un período de abstinencia que había mantenido desde principios de mes. Según sus relatos, pasó la noche del 22 escuchando música y viendo la televisión.
Cristina Romete, su médica durante cuatro años, la visitó alrededor de las 7 de la tarde y le dio medicación para lidiar con la ansiedad que le causaba la abstinencia. Aunque notó que la cantante había consumido bebidas alcohólicas, Romete reveló que estaba sobria. Alrededor de las dos de la mañana, Amy se fue a la cama, según Andrew. A las diez de la mañana siguiente, la encontró acostada en su cama e hizo intentos infructuosos de despertarla. Sin embargo, esta situación no le sorprendió, ya que estaba acostumbrado a despertarse tarde. Cuando regresó a la habitación, horas después, la vio todavía acostada y en la misma posición que antes. Después de examinarla, se dio cuenta de que la cantante ya no respiraba y contactó inmediatamente con los servicios de emergencia. La cantante fue declarada muerta en el lugar.
Después de darse a conocer la noticia, equipos de filmación, fotógrafos y admiradores se reunieron frente a la residencia. La policía aisló el área y llamó al equipo forense, quienes recuperaron tres botellas vacías de bebidas alcohólicas de la casa. Se abrió una investigación para determinar la causa de la muerte de Winehouse, pero los resultados iniciales no fueron concluyentes y se requirió un análisis toxicológico. Recién el 26 de octubre del mismo año los informes finales pudieron indicar que la causa del fatal desenlace fue el consumo excesivo de alcohol luego de un período de abstinencia. Suzanne Greenaway, médica forense, afirmó en un informe que la cantidad de alcohol encontrada en la sangre de la artista era de 4,16 g/L, cinco veces más alto que el límite legal para conducir en Inglaterra. Esto, combinado con el deterioro físico de la cantante, culminó en un paro respiratorio que posteriormente la dejó inconsciente. «Su salud era muy precaria [en ese momento] y la trasladaban al hospital en ambulancia con regularidad debido a convulsiones. Su sistema nervioso estaba muy debilitado», informó una fuente.
El día de su muerte, el sello discográfico Universal Music emitió un comunicado expresando su pesar por la inesperada muerte de la cantante. Además, artistas como U2, Lady Gaga, Bruno Mars, Rihanna, George Michael, Adele, Kelly Clarkson y Courtney Love han rendido homenaje a Winehouse. Varios admiradores también rindieron homenaje a la cantante dejando botellas de bebidas alcohólicas, vasos, cigarros y varias fotos de ella frente a la casa. Su muerte también hizo que sus discos volvieran a las listas de éxitos de todo el mundo. La muerte de Amy a los 27 años, así como de músicos como Kurt Cobain, Jim Morrison y Janis Joplin, entre otros, provocó el resurgimiento del término «Club de los 27» en los medios de comunicación. La ceremonia fúnebre tuvo lugar el martes 26 de julio en el cementerio de Edgwarebury en Londres. La familia Winehouse y sus amigos más cercanos, así como las celebridades Mark Ronson, Kelly Osbourne y Bryan Adams, asistieron a la ceremonia, que siguió los preceptos de la religión judía. El cuerpo de la artista fue incinerado y sus cenizas fueron mezcladas con las de su abuela, Cynthia. Concluido el funeral, sus padres declararon su intención de crear una fundación para ayudar a jóvenes con adicción a las drogas.
El 17 de diciembre de 2012, las autoridades británicas decidieron reabrir la investigación para confirmar la causa de la muerte de Winehouse y, recién a principios de 2013, los informes pudieron confirmar el primer veredicto, en el que se indicó que la causa de la muerte fue el consumo excesivo de alcohol. Sin embargo, su hermano dijo a la prensa meses después que creía que sus trastornos alimentarios, de los que Winehouse nunca se recuperó, fueron la causa principal de su muerte. «Amy habría muerto tarde o temprano si hubiera seguido por el camino que estaba recorriendo, pero lo que realmente la mató fue la bulimia. Si no hubiera sufrido este trastorno alimentario, sería físicamente mucho más fuerte», informó.

### Consecuencias y lanzamientos póstumos
La muerte de Amy Winehouse se informó en todo el mundo y provocó una búsqueda pública de sus materiales discográficos. A las cuatro horas de su lanzamiento, Back to Black volvió a entrar en la UK Albums Chart en el puesto número 59, y la semana siguiente recuperó el primer puesto. Frank, que había alcanzado el número 13 en las listas del Reino Unido en 2004, alcanzó el número tres. Los sencillos de la cantante también recibieron la atención del público. La canción principal de Back to Black, por ejemplo, alcanzó el número ocho en la UK Singles Chart, estableciendo su posición más alta en la lista: en el momento de su lanzamiento en 2007, la canción había alcanzado el número 25. Lo mismo ocurrió con «Love Is a Losing Game», que alcanzó el puesto 33 en la lista mencionada y, en 2007, tuvo su mejor posición en el número 46. «Rehab», «Tears Dry on Their Own» y «You Know I'm No Good» alcanzaron los puestos 27, 29 y 37, respectivamente. En Estados Unidos, hubo un aumento del 7,240 % en la demanda de los discos de Winehouse. Back to Black regresó al top 10 de las listas de Billboard, mientras que Frank, cuya mejor posición fue el número 61 en noviembre de 2007, logró alcanzar el número 33 en agosto. Poco después, Back to Black se convirtió en el álbum más vendido del siglo XXI en el Reino Unido, con 3 259 100 unidades vendidas, superando a Back to Bedlam (2005) de James Blunt. En todo el mundo, Back to Black vendió 1,7 millones de copias a lo largo de 2011 y, hasta la fecha, se estima que ha vendido veinte millones de unidades.
Como la cantante había estado trabajando en su tercer álbum de estudio desde 2008, hubo mucha especulación sobre el posible lanzamiento de nuevo material. Después de meses de especulaciones, Mitch respondió a los deseos de los admiradores del artista y, en octubre, anunció el lanzamiento de su primer álbum póstumo. Titulado Lioness: Hidden Treasures, el proyecto fue lanzado el 2 de diciembre y reúne grabaciones realizadas por Winehouse entre 2002 y 2008, y la canción «Body & Soul», un dueto con Tony Bennett y lanzada como primer sencillo del material el 14 de septiembre, fecha en la que la artista habría cumplido 28 años. Aunque dividió a los críticos musicales, el álbum debutó en el número uno en las listas del Reino Unido, con 194 966 copias vendidas en su primera semana, y en el número cinco en los Estados Unidos, con ventas de 114 000 copias. Estas fueron las mejores semanas de apertura de Winehouse en ambos países. A finales de 2011, el álbum había vendido más de 638 000 unidades en el Reino Unido y 2,4 millones en todo el mundo. «Our Day Will Come», una canción lanzada originalmente por Ruby & The Romantics en 1963, y grabada en mayo de 2002 para su álbum debut Frank, pero archivada, fue lanzada como segundo sencillo el 5 de diciembre y alcanzó el puesto número 29 en el Reino Unido. Al año siguiente, Lioness: Hidden Treasures le otorgó a la cantante su primer premio póstumo, un premio Grammy en la categoría «Mejor interpretación pop de un dúo o grupo» por «Body & Soul», ganado en la 54ª edición de los premios. Los padres de Winehouse asistieron a la ceremonia y, junto con Bennett, aceptaron el trofeo.
En septiembre de 2012, Mitch reveló su interés en lanzar un segundo álbum póstumo de la artista y en noviembre de ese año se lanzó At the BBC, un álbum en vivo consistente en una recopilación de canciones interpretadas por Winehouse a lo largo de su carrera. La colección consta de tres DVD, uno de los cuales es un homenaje a las apariciones de la cantante en el programa de Jools Holland, y sus ventas se donaron a la Amy Winehouse Foundation, una institución que apoya a jóvenes drogadictos fundada por el padre de la cantante. Al igual que su predecesor, el material recibió críticas moderadas, pero comercialmente no registró el mismo éxito que aquel. En 2015, el lanzamiento de un controvertido y aclamado biopic sobre la artista, titulado Amy: The Girl Behind The Name, terminó produciendo una banda sonora del mismo nombre, que reúne canciones previamente lanzadas por Winehouse, interpretadas en vivo, grabaciones de demostración y composiciones del brasileño Antonio Alves Pinto. Lanzado el 30 de octubre, el material alcanzó el puesto 19 en la UK Albums Chart.

## Arte

### Influencias
Las principales influencias musicales de Winehouse fueron los músicos de jazz y soul de décadas pasadas. La intérprete conoció las obras de estos artistas, siendo aún muy joven, por parte de sus familiares, como ya se ha informado anteriormente. Su padre, un gran admirador de Frank Sinatra y Tony Bennett, introdujo a la cantante a la música negra estadounidense, mientras que su madre la presentó a letristas como James Taylor y Carole King. El desencanto de Winehouse con la música contemporánea, en relación a los clásicos que había escuchado de niña, la inspiró a componer sus primeras canciones, como ella misma relató: «Sentí que no había nada que pudiera escuchar en ese momento (...) Habiendo escuchado a grandes compositores como James Taylor y Carole King, me di cuenta de que nada de lo que se publicaba en ese momento representaba lo que yo sentía, así que comencé a escribir mis propias canciones».
Otro miembro de la familia que influyó en los gustos de la joven fue su hermano Alex, quien solía escuchar grupos grunge americanos y, desde los dieciocho años, jazz. Amy tenía catorce años cuando desde su habitación escuchó la música de Thelonious Monk y Ray Charles sonando en la habitación de su hermano y quedó fascinada por lo que escuchó. «Recuerdo la primera vez que escuché a Ray Charles. Era “Unchain My Heart” (...) Abrí la puerta [de la habitación de Alex] y pregunté: “¿Quién es?”, y él dijo: “Es Ray Charles”. Así que escuché a Ray Charles durante tres meses, exclusivamente». Según ella, fue escuchando a Thelonious Monk, Dinah Washington, Sarah Vaughan, Ella Fitzgerald y otros artistas como Amy aprendió a cantar.
Sin embargo, Winehouse descubrió su estilo, en sus propias palabras, alrededor de los once años, cuando escuchó por primera vez el hip hop y el R&B de Salt-n-Pepa y TLC. Los músicos pop ofrecían poco atractivo a la joven y la sinceridad de las letras de las chicas era lo que más llamaba su atención: «Eran mujeres reales, que no tenían miedo de hablar de los hombres, que conseguían todo lo que querían y hablaban de las chicas que no les gustaban», dijo la cantante. Su catálogo de influencias también incluía músicos de hip hop progresivo y consciente como Mos Def y Nas. Estas influencias son evidentes en su primer álbum, Frank, que combina el estilo del jazz con el lirismo del hip hop, como ella misma lo describió.
Sin embargo, cuando se mudó a Camden Town, Winehouse estuvo expuesta a una serie de otras influencias que dieron forma al estilo de su trabajo futuro. En aquella época, la cantante solía frecuentar pubs donde había varias jukeboxes repletas de canciones de soul, blues y Motown de la década de 1960. La forma en que cantaban estos músicos, especialmente grupos de chicas como Shangri-Las, cautivó enormemente a la cantante. «Me encantaban esas canciones de desamor que solían hacer, especialmente la forma en que las chicas podían sonar, tan celestiales. Pero también cantaban sobre el tipo de desamor que encontrarías en el fondo de una botella de whisky. Sabían todo sobre la tristeza». Mientras trabajaba en su segundo álbum, Back to Black, Winehouse escuchó a artistas como The Velvet Underground, The Ronettes, The Shirelles y Shangri-Las, y estos músicos no solo la inspiraron a cambiar su estilo sino también su forma de vestir. Cuando regresó a la escena musical en 2006, la cantante había adoptado un aspecto popular en la década de 1960 con las Ronettes, que se convirtió en una de sus principales características: el peinado alto tipo colmena y el delineador de los ojos.
Otra gran influencia en Amy fueron los cantantes de ska y reggae, como la banda The Specials. En los créditos de Back to Black, la cantante agradeció a la mencionada agrupación y, comúnmente, presentó covers del grupo en sus conciertos, como «Hey Little Rich Girl», así como de otras bandas de ritmos caribeños, como Toots & the Maytals, de quienes regrabó el tema «Monkey Man» para una reedición de Back to Black, que también incluye «Hey Little Rich Girl». Algunos artistas de música góspel, como Mahalia Jackson y Aretha Franklin, también ejercieron cierta influencia en el artista, así como Marvin Gaye, Donny Hathaway, The Zutons, Bud Powell, Minnie Riperton, Stevie Wonder, Sam Cooke y Timbaland & Magoo.

### Estilo musical
Musicalmente, Amy destacó por el eclecticismo de sus composiciones. Demostrando dominio de los géneros contemporáneos y retro, en palabras de Bruce Benderson, de la revista Out, se pueden encontrar elementos de soul, jazz, Motown, neo soul, R&B y tonos sutiles de reggae y ska en sus grabaciones. En su álbum debut, Frank, la cantante exploró principalmente el jazz de décadas pasadas y lo combinó con ritmos de hip hop.
Beccy Lindon, al revisar el material para el periódico británico The Guardian, informó: «Situada en algún lugar entre Nina Simone y Erykah Badu, el sonido de Winehouse es a la vez inocente y sórdido». John Murphy, de MusicOMH, sintió la influencia de Sarah Vaughan y Dina Washington en el álbum y dijo: «Amy Winehouse tiene una voz y canciones que rivalizan con las de una veterana desconocida y canosa que pasó unos 40 años cantando en clubes de jazz en Harlem y Nueva Orleans», mientras que Nate Chinen, de The New York Times, percibió una mezcla de estilos funk, dub, jazz y soul en el material, y Jon Pareles, de la misma publicación, describió a la cantante como discípula de Erykah Badu, Esther Phillips, Sarah Vaughan y Dinah Washington y la producción como apuntando al jazz, R&B, big bands e incluso bossa nova.
Sin embargo, en Back to Black, Winehouse presentó un cambio en su dirección musical. Alejándose del jazz de su debut, como señaló John Bush, de AllMusic, la cantante incorporó soul y R&B, así como Motown y doo-wop de los años 50. Mark Edward Nero, de About.com, escribió: «Back to Black captura la esencia del estilo Motown de la vieja escuela, lo combina con las sensibilidades modernas de la generación del hip hop y logra producir un sonido y una sensación que es atemporal y clásico, pero moderno y contemporáneo». Sasha Frere-Jones, de The New Yorker afirmó: «Back to Black es un pastiche hábil y convincente de grupos femeninos de los años 60, cantantes de jazz de los 40 y una variedad de ritmos de los 70 y 90». Jude Rogers, del New Statesman, lo describió como: «Un álbum de soul impresionante, que absorbe los sonidos de Motown y los grupos femeninos de los 60 y los escupe de vuelta con garbo, glamour y un toque contemporáneo». Jon Pareles, nuevamente en The New York Times, destacó las armonías y los arreglos de los grupos femeninos que evocaban a Motown, Stax y el ska.
Sin embargo, poco reconocido por el público es el aprecio de Winehouse por los ritmos caribeños, como el ska y el reggae, y el enfoque de estos estilos en su breve material discográfico. En Frank, esta influencia se puede encontrar en canciones como «Moody's Mood For Love» y «What It Is About Men?». En Back to Black, «Just Friends» es la canción que demuestra el uso más explícito del reggae y el ska en el álbum. En la época del lanzamiento de Back to Black, Winehouse también grabó una serie de versiones de ska y reggae, que luego se recopilaron en una reedición lanzada en 2007, así como en un álbum de edición limitada titulado The Ska EP. Las canciones en cuestión son «Monkey Man» de Toots & The Maytals, originalmente lanzada en 1969 y luego versionada por The Specials; «Te estás preguntando ahora» de The Skatalites; «Hey Little Rich Girl» de The Specials; y «Cupid» de Sam Cooke, siguiendo el estilo rocksteady de la versión de Johnny Nash de 1969. Además, durante la elaboración de su tercer álbum de originales durante una prolongada estadía en Santa Lucía en 2009, estos ritmos habrían sido las principales influencias de Winehouse, quien había expresado el año anterior un gran interés en desarrollar un álbum de reggae. Allí, según reportes, la cantante trabajó en un conjunto de canciones con fuerte influencia de ese género, las cuales fueron rechazadas por su compañía discográfica, e incluso anunció su intención de grabar con su amigo Damian Marley, hijo del legendario cantante de reggae Bob Marley.

### Letras y voz
Según su primer manager musical, Nick Shymansky, la cantante escribía de dos maneras: una en la que mostraba su lado más irónico y satírico, como en «Fuck Me Pumps» o «Addicted» —respectivamente, de Frank y Back to Black—, o extremadamente personal y profunda, como «Some Unholy War», del último álbum. En una reseña de las composiciones de Winehouse para PopMatters en noviembre de 2007, Mike Joseph escribió: «Amy tiene una de las plumas más agudas de cualquier persona en el negocio, capaz de un sarcasmo retorcido y una autoexploración precisa».
Desde su debut con Frank, Winehouse ha sido elogiada por la sinceridad, originalidad y sarcasmo de sus letras, y su escritura ha sido reconocida como autobiográfica. La cantante reveló que comenzó a escribir sus propias canciones como una forma de expresarse y, por ello, sus composiciones adquirieron tonos fuertemente personales. Los fracasos románticos y los conflictos familiares fueron algunos de los temas abordados en este álbum, cuyas composiciones originales fueron todas coescritas por ella. Como a Winehouse no le interesaban las canciones pop, rechazó la ayuda de compositores destacados. «Escribo mis propias canciones y no necesito gente en el estudio conmigo. No es por ser grosera, pero ¡esta gente intentaría escribir canciones pop! Y yo les diría: “¿Para quién creen que están intentando escribir? ¿En qué sesión están? ¡Salgan!”», reveló una vez. Sin embargo, la personalidad autodestructiva que más tarde se haría evidente en las canciones de su segundo álbum de estudio se hizo notar en canciones como «What Is It About Men?» y «Amy Amy Amy».
Back to Black, sin embargo, mostró la metamorfosis que ha experimentado el estilo de composición de Winehouse. En este álbum, la cantante expuso su lado más reflexivo y confesional, y atribuyó este cambio a su madurez personal, pero también a las bebidas alcohólicas y a los grupos musicales que venía escuchando. Cuando escribió su primer álbum, la cantante solía escuchar jazz y hip hop y consumir alucinógenos, por lo que, según ella, su mentalidad en ese momento era demasiado defensiva. Al sustituir dichas sustancias por bebidas alcohólicas, ese sentimiento se desvaneció y esto se reflejó en sus composiciones, como ella misma explicó: «La idea detrás del alcohol tiene mucho más que ver con, “Hola, soy yo. Oh, te amo. Me acostaré en medio de la calle por ti. No me importa si nunca me miras. Siempre te amaré”», reveló. En Back to Black, como señaló Jon Pareles, nuevamente en las páginas de The New York Times, Winehouse cantó sobre su sufrimiento después de una ruptura y las tentaciones a las que no pudo resistir: el alcohol, las drogas, el sexo y los novios adictos.
Descrito como ronco y conmovedor, el rango vocal de Amy Winehouse fue considerado contralto, con un registro de tres octavas —re tercera-mi♭ sexta—. Desde que apareció en la escena musical en 2003, la voz de Winehouse ha sido comparada con las de Sarah Vaughan, Dinah Washington y Dusty Springfield, entre otros, y se ha destacado por su entonación profunda y baja. John Bush, de AllMusic, por ejemplo, afirmó que su voz estaba llena de sutileza y la comparó con la de Macy Gray, refiriéndose a ella como un híbrido de Billie Holiday y Lauryn Hill. En el periódico español El País, Fernando Neira describió su voz como: «Poderosa (...), descarnada, voluptuosa, impredecible y profundamente sensorial». Alexander Billet, de Dissident Voice, sintió que la voz de la cantante tenía un poder inusual y una fuerza innegable, mientras que Beccy Lindon, de The Guardian, la describió como «colosal», y Dan Cairns, de The Times dijo: «Una de las voces más extraordinarias que se pueden escuchar en la música contemporánea (...), evocando a Billie Holiday en su vulnerabilidad emocional, a Joni Mitchell en sus cambios de octava y a Macy Gray en su exposición sincera».
Teresa Wiltz, de The Washington Post, hizo la siguiente declaración: «Su voz es una mezcla de arrepentimiento y dolor punzante». En Pitchfork Media, Joshua Klein escribió: «Winehouse ha sido bendecida con una voz metálica que puede transformar cualquier sentimiento mundano en declaraciones poderosas». Will Hermes, de Entertainment Weekly, comparando la voz de Winehouse en sus álbumes, informó: «Suena impresionante en Frank, incluso si su melisma necesita límites. Pero en el más duro y compacto Back to Black, su voz es controlada y más centrada», mientras que Elaine Woo, de Los Angeles Times, escribió: «Su voz lleva [a los oyentes] a Aretha Franklin y Ruth Brown». El cantante Tony Bennett dijo en una entrevista con The Guardian: «De todos los artistas contemporáneos que conozco, ella tiene la voz de jazz más natural».

## Modelaje y estética

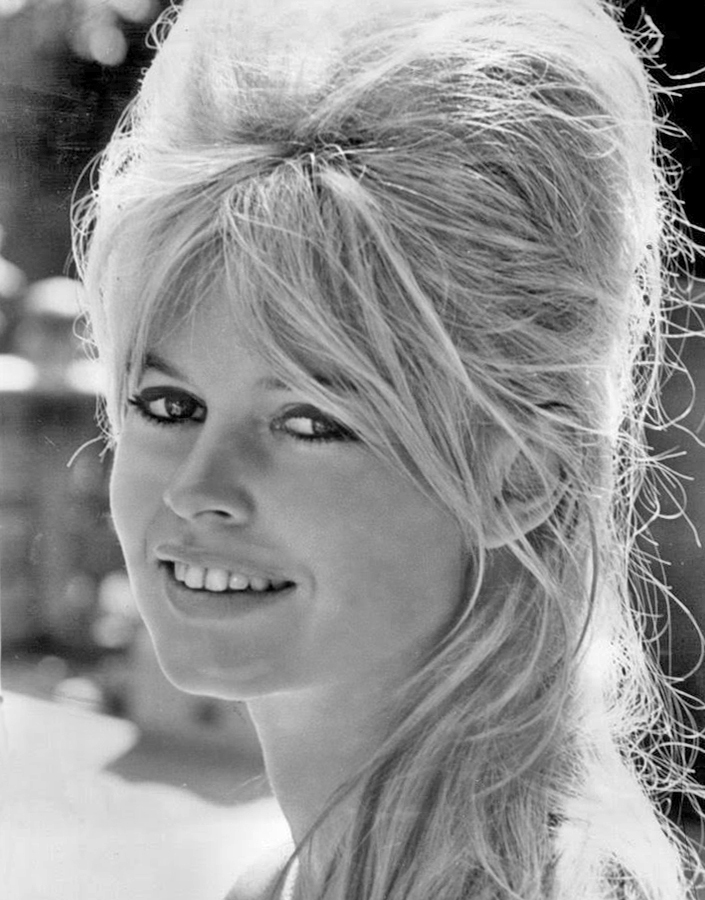
Debido a su característico peinado de «colmena», muy popular en los años 60, Winehouse fue llamada por Karl Lagerfeld: «La nueva Brigitte Bardot».

Una de las características más llamativas de Winehouse era su apariencia, que reunía varios elementos que evidenciaban sus influencias. Su peinado de colmena inspirado en los años 50 y 60, el grueso delineador de ojos estilo Cleopatra inspirado en las Ronettes, su piercing en el labio al estilo de Marilyn Monroe y sus trece tatuajes —el primero de los cuales fue un tatuaje de Betty Boop en su glúteo— la convirtieron en un icono de estilo. En 2008, Winehouse incluso apareció en la lista de The Evening Standard de «Las personas más influyentes de la moda en Gran Bretaña».
Cuando debutó en la escena musical en 2003, Amy era tímida, usaba vestidos modestos y maquillaje extravagante, y no mostraba signos de la transformación que experimentaría años más tarde. Mitch Winehouse, en su biografía, reveló las inspiraciones del estilo excéntrico de la cantante. Según él, Winehouse quedó fascinada por la forma en que vestían las chicas latinoamericanas que vio en un viaje a Miami en 2006, mientras escribía Back to Black. «Cuando regresó a Londres, Amy me contó emocionada sobre unas chicas latinoamericanas que había visto en Miami y cómo quería combinar su look —cejas pobladas, sombra de ojos intensa y lápiz labial rojo brillante— con su pasión de los años 60, el peinado con colmena».
Vestidos cortos de Bettie Page con cinturón ancho, zapatillas de ballet y tacones altos, camisetas sencillas, pantalones cortos y vaqueros eran los componentes principales de su atuendo, al menos en público. En su largo cabello negro, la cantante a menudo incluía accesorios como flores y bufandas, aunque el más notable era un corazón estampado con la palabra «Blake», el nombre de su esposo. Para añadir volumen a su peinado, Winehouse recurrió a extensiones de cabello. La cantante una vez describió la altura de su peinado como un reflejo de su nerviosismo en el escenario. «Cuanto más nerviosa estoy, más ruidosa tiene que ser mi colmena», dijo. Winehouse también se hizo conocida por su actitud de «chica mala» en la escena musical, por su «rebelión» y falta de preocupación por su reputación.
Cuando apareció con un nuevo look en 2006, Winehouse conquistó a la prensa. Se convirtió en una de las personalidades más buscadas por los editores de publicaciones de moda en el Reino Unido y apareció en la portada de la prestigiosa revista estadounidense Vogue, así como de Rolling Stone, Elle, Marie Claire y Vanity Fair. Alexandra Shulman, editora de la edición británica de Vogue, la describió como: «La estrella que todo fotógrafo atractivo quiere poner delante de sus lentes sucios, por su estilo “exótico” e instantáneamente reconocible». Entre 2007 y 2008, la cantante fue la inspiración para las colecciones de las marcas Dior y Chanel. Karl Lagerfeld, un influyente diseñador de moda, reveló que la cantante le sirvió de inspiración para uno de sus desfiles, declarando: «Amy es un icono de estilo. Es una artista hermosa y talentosa. Y admiro enormemente su peinado. Lo tomé como inspiración porque, de hecho, es el mismo peinado que llevaba Brigitte Bardot a finales de la década de 1950 y en los 60. Y ahora Amy lo ha transformado en su propio estilo. Así que cuando la vi, supe de inmediato que era el momento adecuado. ¡Amy es la nueva Brigitte!». Otra celebridad que expresó su aprecio por el estilo de la cantante fue su compañera diseñadora y modelo Victoria Beckham, quien proclamó: «Amy tiene un estilo real que me encanta. Es un icono de la moda y me encanta lo que viste. Es única y original». Teresa Wiltz, de The Washington Post, dijo: «Con su enorme peinado negro y su delineador de ojos al estilo de Elvira —de la película Elvira, Mistress of the Dark—, Amy Winehouse evoca la imagen de una Ronnie Spector del siglo XXI». El cineasta estadounidense John Waters dijo de su transformación: «Amy ha tomado looks antiguos y los ha combinado con la moda punk, creando un nuevo estilo». De manera similar, Lucy O'Brien, escritora del sitio web de Channel 4, lo describió como: «Una versión punk exagerada de las Ronnettes».
El look de la cantante se hizo popular no  solo en los medios, sino también entre el público. En 2007, por ejemplo, el sitio web Brooklyn Vegan informó que el estilo de vestir de la cantante fue el disfraz más popular del año, mientras que The Independent reveló que su peinado fue uno de los más imitados por las mujeres británicas ese año. Además, en una encuesta realizada a 1 500 personas y publicada por el Daily Mail en 2015, el peinado de la cantante fue votado como el segundo más emblemático de la música contemporánea, solo detrás de Elvis Presley.
Sin embargo, sus adicciones pronto convirtieron la imagen de la cantante en un estilo desaliñado, y su apariencia fue ampliamente denigrada por las revistas sensacionalistas. En 2008, por ejemplo, la revista NME —que en 2006 y 2007 la incluyó en su catálogo «Lista de los más populares»— le otorgó el título de «Peor estilo», volviéndolo a hacer al año siguiente. En 2010, la cantante lanzó una línea de ropa con la marca Fred Perry. En total, fueron diecisiete piezas diseñadas por ella misma e inspiradas en la indumentaria de los años 1950, según informó la intérprete. En 2012, Amy Winehouse fue la inspiración para la colección del diseñador francés Jean Paul Gaultier mostrada en la Semana de la Moda de París. Gaultier explicó: «Amy Winehouse fue un verdadero icono de estilo. Lo que ella representa, sobre todo, es la singularidad. Tanto musicalmente como en su forma de vestir, reunió innumerables influencias para dar forma a su estilo».

## Legado
| Sin Amy Winehouse, no existiría Adele, ni Duffy, ni Lady Gaga. Ella fue quien dio forma a la escena musical actual incluso después de haberse alejado de la música (...) Gracias a ella, las artistas femeninas se volvieron creíbles y tuvieron voz (...) Amy no solo introdujo un sonido completamente nuevo, introdujo una actitud completamente nueva. —Periodistas del periódico británico The Independent discutiendo el impacto que Amy Winehouse tuvo en la industria musical. |

Los críticos musicales son unánimes al reconocer a Winehouse como la persona responsable de rescatar viejos estilos y revitalizar la música británica. Desde su debut con Frank, la cantante fue consagrada por la prensa, junto a Jamie Cullum y Katie Melua, como una de las jóvenes músicas detrás del resurgimiento del jazz en la escena musical del Reino Unido, pero fue con Back to Black que Winehouse rescató la música soul y revitalizó el género en la década de 2000. Una evaluación del escritor de Los Angeles Times Randall Roberts es ilustrativa: «En 2006, la idea de que una cantante pudiera de algún modo resucitar o remodelar la música soul de una manera que sonara auténtica para una nueva generación parecía no solo improbable sino una mala idea, y más aún que estas canciones pudieran ser escritas por una mujer británica con un peinado de colmena torcido y sombra de ojos al estilo de Cleopatra (...) Un retorno a las formas clásicas había estado burbujeando en la escena underground anglosajona, pero fue ampliamente ignorado por el público en general, y Winehouse, con su mata de pelo negro y brazos tatuados, lo demostró con una actitud de despreocupación por las consecuencias de sus actos».
Según los expertos, el éxito comercial de Winehouse llevó a los sellos discográficos a buscar cantantes de soul como ella. Los primeros de estos artistas fueron Adele y Duffy, seguidos por Paloma Faith y Gabriella Cilmi. En consecuencia, otras cantantes británicas han recibido atención de representantes de compañías discográficas a pesar de que no actúan en ese género, como VV Brown, Pixie Lott, Kate Nash y, más recientemente, Florence + The Machine, La Roux y Little Boots. Este cambio en las preferencias de la industria fue señalado por Neil McCormick, del Daily Telegraph, quien declaró en febrero de 2008: «Winehouse no es solo un genio musical (...) Cambió la escena musical británica y allanó el camino para una nueva generación de jóvenes cantantes. Amy tiene un talento extraordinario (...) Amy volvió a la fuente de la música que ama y creó un álbum muy retro. Debido a esto, se produjo un cambio en las prioridades de la industria discográfica. Devolvió el prestigio a las cantantes femeninas. Adele no sería considerada la “estrella de 2008” si no fuera porque Amy le devolvió ese prestigio».
El reportero Dan Cairns se refirió al surgimiento de estos cantantes como «olas post-Winehouse» en The Times en 2009, y afirmó que estos artistas se beneficiaron de la aceptación del público de Back to Black. «El mercado para los artistas nominados al Mercury de este año se desarrolló directamente por las ventas multimillonarias del álbum de Winehouse. La primera reacción de las compañías discográficas ante el éxito de ese álbum fue buscar artistas similares (...) Por lo tanto, todos los involucrados en el negocio de la música (búsqueda, marketing, producción, publicidad y adquisición de música) se han vuelto más sensibles que nunca a los álbumes lanzados por artistas femeninas», escribió Cairns. The Independent comentó sobre la importancia de la cantante para la cultura pop contemporánea: «No solo la voz de Amy era impecable, sino que su capacidad para componer canciones era increíble. Hizo posible que una mujer triunfara en la industria musical [y] generó millones de imitadoras —piensen en Duffy—, pero también piensen en todas esas mujeres talentosas y maravillosas como Florence Welch. Adele vendió alrededor de dos álbumes por minuto este año. ¿Creen que sin Winehouse la habrían fichado para un segundo álbum?».
Debido a su prometedor desempeño en las listas musicales, especialmente en el mercado estadounidense, la cantante es comúnmente referida como la persona responsable de la llamada Nueva Invasión Británica liderada por artistas femeninas. Aunque Joss Stone fue pionera en esta tendencia con su álbum de 2003 The Soul Sessions, como señaló Nathan Hale Williams, de The Daily Voice, Stone no logró hacer lo que Winehouse había hecho: alcanzar el éxito en las listas de éxitos del pop con la música soul. En consecuencia, se reconoce a la cantante como responsable de «allanar el camino» para que artistas como Adele, Duffy y Estelle, entre otros, alcanzaran el éxito en Norteamérica. En una entrevista de 2009 con la revista People, Adele comentó sobre la contribución de Winehouse a la carrera de las cantantes británicas en Estados Unidos: «Amy es un verdadero fenómeno (...) Cuando ella era famosa en Estados Unidos, Duffy y yo ganábamos reconocimiento en Inglaterra, y creo que [el éxito de Winehouse] nos lo facilitó. Creo que es implacable». En 2010, el rapero estadounidense Jay-Z declaró en una entrevista con la radio de la BBC que Amy Winehouse había revitalizado la escena musical, afirmando: «Hay mucha presión que viene de Londres en este momento, lo cual es genial. Me imagino que ha estado ahí desde la época de Amy Winehouse. Es decir, siempre ha estado ahí, pero creo que este nuevo impulso lo habría provocado ella». Charles Aaron, de la revista Spin, al comentar sobre la influencia de la cantante en Adele, Corinne Bailey Rae, Eliza Doolittle y otras artistas británicas, escribió: «Amy Winehouse fue el momento Nirvana para todas estas mujeres. Todas hacen referencia a Amy en términos de actitud, estilo musical o moda».
Además del reconocimiento crítico, Winehouse también ha ganado el reconocimiento de otros artistas, muchos de los cuales la citan como una influencia en su trabajo, como la artista británica Adele, quien reveló que Winehouse fue una de sus inspiraciones. «Si no fuera por Amy y [el primer álbum] Frank, no habría cogido una guitarra, no habría escrito “Daydreamer” o “Hometown”... Y también escribí “Someone Like You” con la guitarra (...) Si no hubiera escuchado a Frank esto no habría sucedido», reveló Adele. Otros cantantes que han mencionado a Winehouse como influencia incluyen a la cantante estadounidense Lana Del Rey, quien dijo admirarla por su «autenticidad inquebrantable», y Lady Gaga, quien le atribuyó el mérito de cambiar la corriente principal y la aceptación del público de artistas no convencionales, comentando: «Amy cambió la música pop para siempre [... y] representó una especie de “gripe” para la música pop. Y todos tienen un poco de “gripe” y se enamoraron de Amy Winehouse. Y ahora, cuando aparecen otros tipos de “gripe”, [la gente] es menos intolerante». La italiana Nina Zilli comentó sobre la influencia de Winehouse en su obra: «Amy hizo algo fantástico (...) Fue a través de ella como el R&B y el soul volvieron a ser populares y gracias a ella pude grabar mi álbum, ya que llamó la atención sobre el género que siempre había cantado». El cantante británico Sam Smith reveló en 2014 que Winehouse fue una de las primeras cantantes que lo impactaron, diciendo: «Tenía once años cuando salió Frank y realmente fue un álbum que me formó como artista y mi perspectiva y relación con la música, líricamente (...) Escuchar “Fuck Me Pumps” cuando tenía once años, ¿te lo imaginas? Eso me impactó enormemente».
La música Florence Welch también reveló que se inspiró en Winehouse cuando asistió a una de sus primeras actuaciones en Glastonbury, diciendo: «Antes de Amy, Glastonbury era quizás más emblemático de un festival de bandas y cantantes masculinos. Verla actuar me hizo pensar: “Vaya, también hay espacio para las cantautoras en este mundo”». La cantante británica Ellie Goulding también le atribuyó su contribución al auge de las artistas británicas en Estados Unidos, diciendo: «Amy será una inspiración no solo por su música, sino también porque fue un icono y una leyenda, [y] ayudó a “allanar el camino” para mujeres como yo en Estados Unidos». El rapero estadounidense Future reveló que apreciaba a la cantante y la había escuchado mientras trabajaba en su segundo álbum de estudio, Honest, de 2014. La cantante escocesa Emeli Sandé también fue influenciada por Winehouse mientras desarrollaba su álbum debut, Our Version of Events de 2012, declarando: «Amy me inspiró a escribir mejor y a poner realmente mi corazón en el álbum, a no tratar de ocultar nada». Winehouse también influyó en el álbum Uptown Special de su productor musical Mark Ronson, quien le dedicó el material a ella, así como a Teenie Hodges y DJ Mehdi, ambos fallecidos, afirmando que la música de todos sigue viva y la influye. Otros artistas influenciados por la cantante son Dionne Bromfield, Caro Emerald, Jesuton, Rita Ora, Ariana Grande, Alessia Cara, Aurea, Bruno Mars, Jessie J, Karise Eden, Mary J. Blige, Matt Cardle, Rebecca Ferguson y Victoria Justice.

## Película biográfica
En los meses posteriores a la muerte de Winehouse, circularon rumores en los medios sobre supuestas películas biográficas en desarrollo, incluida la especulación de que Lady Gaga había sido elegida para interpretar a Winehouse en la película y Regis Travis sería el director. Mitch Winehouse incluso reveló su satisfacción con la idea de que fuera Gaga quien encarnara el papel principal; sin embargo, no se pudo confirmar. No fue hasta abril de 2013 que se informó que cuando estaba preparando una película biográfica sobre Amy Winehouse.
La película biográfica Amy fue dirigida por el cineasta británico Asif Kapadia, producida por James Gay-Reeves y coproducida por la editorial Universal. Incluye imágenes inéditas de Amy Winehouse, vídeos amateurs realizados por personas cercanas a la artista, declaraciones de familiares, amigos y la propia cantante en entrevistas. También se muestran imágenes del acoso que sufrió la cantante por parte de los paparazzi y la prensa en general. La película se estrenó oficialmente el 16 de mayo de 2015, con ocasión de la 68.ª edición del Festival Internacional de Cine de Cannes, en Francia, y se publicó en los cines el mes en que murió Amy. Poco después de su estreno en Cannes, la producción recibió elogios de los críticos de cine y, cuando se mostró en las pantallas, rompió récords de taquilla. Solo en el Reino Unido, la producción recaudó más de 519 000 £ en su primer fin de semana y marcó el mejor estreno para un documental en el período mencionado. Para el 7 de agosto, solo un mes después de su estreno, la película había recaudado más de 3,1 millones £, y para el 18 de agosto se había convertido en el documental británico de mayor recaudación y el segundo documental británico y extranjero de mayor recaudación de todos los tiempos, con 3,4 millones £, solo detrás del estadounidense Fahrenheit, 9/11 (2004), con 6,5 millones £. En Estados Unidos, la película recaudó 222.015 dólares en su primer fin de semana después de exhibirse en solo seis salas, y después de veinte días de su estreno, esa cifra había superado los 7 millones de dólares. En diciembre de 2015, la película había recaudado 22 millones de dólares en todo el mundo.
Sin embargo, a pesar de todos los elogios que recibió, la película fue duramente criticada por la familia de Amy Winehouse, especialmente por su padre, quien la calificó de «desequilibrada» y «equivocada». En él, Mitch fue retratado como distraído, imprudente, oportunista y mercenario. A cambio, la producción destacó en varios premios alrededor del mundo, ganando los trofeos a «Mejor Largometraje Documental» en los Oscars 2016; «Mejor documental musical» en los premios Grammy 2016; entre otros.

### Back to Black
En 2024, se estrenó una película sobre la historia de la cantante, pero la producción no fue bien recibida por algunos críticos y seguidores de la cantante británica. La película, dirigida por Sam Taylor-Wood, realizadora de Cincuenta sombras de Grey, fue criticada por centrarse más en los escándalos en los que Amy se vio envuelta a lo largo de su vida que en su carrera musical.
La actuación de la actriz Marisa Abela también fue criticada por ser catalogada de irregular. La artista no logra mostrar naturalidad; sin embargo, cuando su personaje entra en una etapa más compleja de su vida, Marisa finalmente logra encontrar el tono adecuado. Otro punto positivo de su actuación fue su interpretación de canciones como «Rehab», «Love is a Losing Game» y «Tears Dry on Their Own».

## Reconocimientos
A pesar de toda la polémica en la que se vio envuelta debido a sus problemas personales, Amy Winehouse recibió el reconocimiento de los críticos musicales por sus habilidades como música. En la lista «Las 60 mejores cantautoras de todos los tiempos», compilada por el periódico británico The Daily Telegraph, la cantante fue colocada en el número diez. También apareció en el puesto 16 en el catálogo «Los artistas más importantes de los últimos 20 años», de la revista Mojo, y, en 2008, ocupó un puesto en la lista «Personalidades más influyentes de la música en Inglaterra», elaborada por The Evening Standard. Debido a sus logros musicales, la cantante ha recibido numerosos títulos de la prensa internacional, como «Nueva Reina del Soul», «Reina del Soul Británico», «Diva del Soul», «Diva del Jazz», y «Reina del R&B Británico». En 2012, la cantante ocupó el puesto 26 entre las «100 mujeres más grandes de la música» de VH1.
Amy Winehouse también ha demostrado ser muy admirada en las encuestas de popularidad realizadas por diversas publicaciones. En una encuesta realizada al público estadounidense por Entertainment Weekly, por ejemplo, la cantante fue elegida como «Mejor Debut de 2007», con el 41 % de los votos, mientras que Back to Black fue elegido «Álbum del Año» por los lectores de la revista Maxim. Al año siguiente, la cantante fue elegida la personalidad más popular entre los británicos de 25 años o menos, quienes la votaron como «heroína suprema», según una encuesta realizada por Sky News. En la votación general, sin clasificación por edad, Winehouse quedó en segundo lugar,  solo detrás de la fallecida Diana, Princesa de Gales.
El 25 de mayo de 2008 se celebró en las Mall Galleries una exposición de la Royal Society of British Artists en la que se exhibió una estatua de bronce de Amy Winehouse. En la obra, titulada Excess y creada por Guy Portelli, se ve a la cantante, con su popular peinado, sobre una gran botella de champán sosteniendo una copa y su cuerpo cubierto de pequeñas pastillas, rodeado de un líquido derramado. Meses después, una escultura de cera de la cantante fue exhibida en el Madame Tussauds de Londres. Amy Winehouse no asistió a la ceremonia de apertura, pero sus padres sí. La obra aparece vestida con el mismo modelo con el que la cantante acudió a la ceremonia de los Premios BRIT de 2007, un vestido corto amarillo y tacones altos, y con un micrófono en sus manos.
El 14 de septiembre de 2014, fecha en la que Winehouse habría cumplido 31 años, se inauguró una estatua de bronce de tamaño natural de la artista en el Stables Market en Camden Town, al norte de Londres. Creada por Scott Eaton, la escultura muestra al artista con una flor roja en el cabello y una mano en la cintura. Según el autor, la obra refleja la actitud y la fuerza de Winehouse, pero también revela signos de inseguridad. La familia de Winehouse y sus admiradores asistieron a la inauguración. El padre de la cantante, Mitch Winehouse, dijo sobre la estatua: «Amy estaba enamorada de Camden y es el lugar con el que sus admiradores de todo el mundo la asocian. La familia siempre quiso que hubiera un recordatorio de ella en el lugar que más amaba, [y la estatua] les dará a los admiradores un lugar para visitar y atraerá gente a la zona».

## Discografía
- 2003: Frank
- 2006: Back to Black
- 2011: Lioness: Hidden Treasures